# جمعية العلاج الطبيعي الأمريكية
الجمعية الأمريكية للعلاج الطبيعي وتعرف اختصاراً أبتا، هي منظمة مهنية فردية مقرها الولايات المتحدة الأمريكية و تمثل أكثر من100000 عضو من أختصايين العلاج الطبيعي و مساعدو العلاج الطبيعي و طلاب العلاج الطبيعي. وهي جمعية غير ربحية مقرها ألكسندريا (فرجينيا)،تسعى لتحسين حياة الفرد في المجتمع من خلال تطوير و تحسين الممارسة و التعليم و الأبحاث في العلاج الطبيعي من خلال زيادة الوعي حول دور العلاج الطبيعي في نظام الرعاية الصحية.
تعقد الجمعية الأمريكية للعلاج الطبيعي مؤتمرين كبيرين سنويا و تنشر مجلة العلاج الطبيعي و تعتبر رائدة دوليا في البحوث المتعلقة بالعلاج الطبيعي و المجالات ذات الصلة، وكذلك مجلة العلاج الطبيعي في الحركة (PT in Motion) وهي مجلة قضايا مهنية تقدم الأخبار التشريعية والصحية والمصلحة الإنسانية وأخبار الجمعية.

## روابط خارجية
- American Physical Therapy Association
- ChoosePT.com (APTA consumer site)
- physical-therapy-assistant.org (PTA Guide)